# Kölner Dom
Kölner Dom (egentlig Hohe Domkirche St. Peter und Maria) er en romersk-katolsk katedral i Köln og er byens mest kendte landemærke. Byggeriet blev påbegyndt i 1248 og afsluttet i 1880. Kirken led under de allieredes bombardementer under 2. verdenskrig, og den blev først genåbnet i 1956.
Domkirken er den kirkebygning i verden med den største facade (ca. 7.000 m²).  De to tårne er 156 m høje, og kirken var verdens højeste bygning til Washingtonmonumentet stod færdig i 1884. Kirken er stadig verdens tredje højeste kirkebygning efter Ulmer Münster og Basilique Notre-Dame de la Paix.
Kölnerdomen blev tilføjet UNESCOs verdensarvliste i 1996. I juli 2004 kom katedralen på listen over truede verdensarvsteder. Baggrunden var, at en ny bydel med betonbyggeri var planlagt på den anden side af Rhinen omkring messeområdet Koelnmesse. UNESCO vurderede det som en trussel mod Kölnerdomens visuelle karakter. Byen Köln ændrede retningslinjerne for bygningshøjderne i det planlagte område, og i juli 2006 blev katedralen strøget fra listen over truet verdensarv.

## Historie
Der er fundet rester af kristne bygningsværker på stedet, som er dateret til 300-tallet. De kan være bygget på resterne af et romersk tempel. Fra 500-tallet fandtes der et baptisterium, dåbskapel, ved katedralens østlige del. Det blev revet ned i 800-tallet for at give plads til "den gamle katedral", som stod færdig i 818. Den brændte ned den 30. april 1248.
I 1164 fik Kölns ærkebiskop Rainald relikvierne af de tre vise mænd af den tysk-romerske kejser Frederik Barbarossa, som havde taget dem fra Milano i Italien. Relikvierne havde stor værdi, da de tiltrak pilgrimme og besøgende fra hele den kristne verden. Kölnerdomen blev blandt andet bygget til relikvierne og for at tage imod de mange besøgende. Relikvierne ligger i katedralen i en forgyldt sarkofag.
Grundstenen for det, som i dag er Tysklands største kirke, blev nedlagt den 15. august 1248 af ærkebiskop Konrad von Hochstaden. I begyndelsen skred byggeriet hurtigt frem: koret blev indviet i 1322, men derefter sænkedes tempoet, i 1500-tallet stoppede byggeriet helt og i 1560 var kirkeskibet kun halvfærdigt og havde et provisorisk tag.
1800-tallets romantiske entusiasme for middelalderen og det preussiske hofs selvbevidsthed førte til, at arbejdet blev genoptaget i 1842 under ledelse af arkitekt Ernst Friedrich Zwirner og efter dennes død i 1861 af Karl Eduard Richard Voigtel. Det var først nu, at tvillingtårnene blev bygget færdigt. Katedralen blev færdigbygget i stor overensstemmelse med middelalderens tegninger, som var genfundet af Georg Moller og Sulpiz Boisserée, men den fik dog en moderne tagkonstruktion af stål. Den 14. august 1880 blev den færdige bygning indviet i nærvær af kejser Vilhelm I
Under 2. verdenskrig blev katedralen ramt af 70 bomber, men uden alvorlige sammenbrud som resultat, mens bebyggelsen rundt om blev totalt ødelagt af de 262 allierede bombeangreb, som byen blev udsat for. Det skyldtes, at domkirken var et perfekt sigtemærke for de allieredes bombefly. Rekonstruktionen af katedralen blev klar i 1956, men der er byggearbejder hele tiden på domkirken på grund af vind, regn og forurening, som langsomt nedslider stenene.
Under 2. verdenskrig var der en militærbunker under kirken med store tilflugtsrum. Efter krigen blev den omdannet til vandrerhjem.

## Galleri
- Vestfacaden.
- Kölnerdomen mellem 1890 og 1905
- Grundplan.
- Kölnerdomen om natten.
- En amerikansk soldat og en udbrændt Panzer V foran katedralen den 4. april 1945.

## Historiske registreringer
- 14. august 1880 - byggeriet af domkirken i Köln, Kölner Dom, der blev påbegyndt i 1248, afsluttes